# Thornhill (Dumfries and Galloway)
Thornhill är en ort i Storbritannien.   Den ligger i kommunen Dumfries and Galloway och riksdelen Skottland, i den centrala delen av landet, 500 km nordväst om huvudstaden London. Thornhill ligger 52 meter över havet och antalet invånare är 1 504.
Terrängen runt Thornhill är huvudsakligen kuperad, men den allra närmaste omgivningen är platt. Thornhill ligger nere i en dal. Runt Thornhill är det glesbefolkat, med 10 invånare per kvadratkilometer. Närmaste större samhälle är Locharbriggs, 18,5 km sydost om Thornhill. Trakten runt Thornhill består i huvudsak av gräsmarker.